# Anne Schleper
Anne Schleper, född den 30 januari 1990 i St. Cloud, Minnesota i USA, är en amerikansk ishockeyspelare.
Hon tog OS-silver i damernas ishockeyturnering i samband med de olympiska ishockeytävlingarna 2014 i Sotji.